# کانتون خاما
کانتون خاما (به اسپانیایی: Cantón Jama) یک منطقهٔ مسکونی در اکوادور است که در Manabí Province واقع شده‌است.